# Rockin' All Over the World
Albums de Status Quo
Live!
(1977) If You Can't Stand the Heat
(1978)
Singles
1. "Rockin' All over the World"
Sortie : 30 septembre 1977
2. Rockers Rollin
Sortie : 1977

Rockin' All Over the World est le dixième album studio du groupe de rock anglais Status Quo paru le 11 novembre 1977 sur le label Vertigo Records et a été produit par Pip Williams. Son titre provient d'une chanson que John Fogerty avait composé pour son deuxième album solo en 1975 et qui fera l'objet d'une reprise et d'un single sur cet album.

## Historique
Après la sortie de Live! leur premier album en public, le groupe décide de donner un nouveau tournant à sa carrière en recrutant Pip Williams pour produire son prochain album. Il sera le premier album de Status Quo paru sur Vertigo a ne pas être produit par le groupe.
Les répétitions et les arrangements des douze titres de cet album eurent lieu dans le garage de la maison d'Alan Lancaster à Coulsdon dans le Surrey. L'enregistrement de l'album sera reporté deux fois, une première fois parce que le studio pressenti pour l'enregistrement à Dublin n'était techniquement pas au point et la deuxième lorsque le batteur John Coghlan sera hospitalisé pour se faire opérer de l'appendice. L'enregistrement se déroula finalement en Suède à Kungälv dans les studios Bohus Sound pendant les mois d'août et septembre 1977.
À la sortie de l'album, les fans du groupe seront désorientés et déçus par l'orientation pop rock de celui-ci. Ici point de mur de guitares ni de basse puissante, le son est propre et les claviers d'Andy Bown qui vient d'intégrer officieusement le groupe sont très présents. l'album fait aussi la part belle aux arrangements et orchestrations de toutes sortes. Le percussionniste Frank Ricotti viendra prêter main-forte à John Coughlan.
Le premier single, Rockin' All Over the World sera tiré de cet album et atteindra la troisième place des charts britanniques, néanmoins le groupe reprendra la chanson "Can't Give You More" sur l'album Rock'Til You Drop en 1991 et elle sortira aussi en single à cette occasion (UK # 37). Le deuxième single Rockers Rollin sortira en Europe (hormis le Royaume-Uni) et en Australasie, il se classa à la trentième place des charts allemands.
L'album se classa à la 5e place des charts au Royaume-Uni et à la 8e place des meilleures ventes de disque en France. Il sera certifié disque d'or en Grande-Bretagne, en Allemagne et en France.

## Liste des titres
Face 1
| No | Titre               | Auteur                      | Chant     | Durée |
| -- | ------------------- | --------------------------- | --------- | ----- |
| 1. | Hard Times          | Francis Rossi, Rick Parfitt | Rossi     | 4:45  |
| 2. | Can't Give You More | Rossi, Robert Young         | Rossi     | 4:15  |
| 3. | Let's Ride          | Alan Lancaster              | Lancaster | 3:03  |
| 4. | Baby Boy            | Rossi, Young                | Rossi     | 3:12  |
| 5. | You Don't Own Me    | Lancaster, Mick Green       | Lancaster | 3:03  |
| 6. | Rockers Rollin      | Parfitt, Jackie Lynton      | Parfitt   | 4:19  |

Face 2
| No  | Titre                     | Auteur                       | Chant     | Durée |
| --- | ------------------------- | ---------------------------- | --------- | ----- |
| 7.  | Rockin'All Over the World | John Fogerty                 | Rossi     | 3:36  |
| 8.  | Who I Am?                 | Pip Williams, Peter Hutchins | Rossi     | 4:30  |
| 9.  | Too Far Gone              | Lancaster                    | Lancaster | 3:08  |
| 10. | For You                   | Parfitt                      | Parfitt   | 3:01  |
| 11. | Dirty Water               | Rossi, Young                 | Rossi     | 3:51  |
| 12. | Hold You Back             | Rossi, Parfitt, Young        | Rossi     | 4:30  |

Titre bonus de la réédition 2005
| No  | Titre          | Auteur                      | Chant | Durée |
| --- | -------------- | --------------------------- | ----- | ----- |
| 13. | Getting Better | John Lennon, Paul McCartney | Rossi | 2:19  |

### Cd bonus Deluxe Edition 2015
Rocking All Over the World Remixed
1. "Hold You Back" - 5:10
2. "Baby Boy" - 3:18
3. "Rockers Rollin'" - 4:41
4. "Who am I?" - 5:10
5. "Rockin' All Over the World" - 3:50
6. "Dirty Water" - 4:16
7. "Can't Give You More" - 5:26
8. "Let's Ride" - 3:04
9. "For You" - 3:08
10. "Too Far Gone" - 3:09
11. "You Don't Own Me" - 3:29
12. "Hard Time" - 4:39

Rocking All Over the World Demos
1. "Dirty Water" (1st Demo 1976) - 4:16
2. "Baby Boy" (1st Demo 1976) - 2:49
3. "Hard Time" (1st Demo 1976) - 4:47
4. "Hold You Back" (Studio Demo 1977) - 3:40

## Musiciens
Status Quo
- Francis Rossi : chant, guitare solo
- Rick Parfitt : chant, guitare rythmique.
- Alan Lancaster : chant, basse.
- John Coghlan : batterie, percussions.

Musiciens additionnels
- Andy Bown: claviers, chœurs
- Frank Ricotti: percussions

## Charts et certifications

### Album
Charts
| Pays                                 | Durée du classement | Meilleur classement | Date             |
| ------------------------------------ | ------------------- | ------------------- | ---------------- |
| Allemagne (GfK Entertainment)        | 13 semaines         | 7e                  | 1er février 1978 |
| Australie (ARIA Charts)              | 7 semaines          | 14e                 | 23 janvier 1978  |
| Autriche (Ö3 Austria Top 40)         | 4 semaines          | 24e                 | 15 avril 1978    |
| France (SNEP)                        | 17 semaines         | 8e                  | 16 décembre 1977 |
| Norvège (VG-lista)                   | 5 semaines          | 16e                 | 26 avril 2004    |
| Nouvelle-Zélande (RMNZ Albums Top40) | 2 semaines          | 29e                 | 9 avril 1978     |
| Pays-Bas (MegaCharts)                | 9 semaines          | 9e                  | 3 décembre 1977  |
| Royaume-Uni (UK Albums Chart)        | 15 semaines         | 5e                  | 27 novembre 1977 |
| Suède (Sverigetopplistan)            | 6 semaines          | 19e                 | 2 décembre 1978  |

Certifications
| Pays        | Certification | Ventes    | Date              |
| ----------- | ------------- | --------- | ----------------- |
| Allemagne   | Or            | 250 000 + | 1978              |
| France      | Or            | 100 000 + | 1978              |
| Royaume-Uni | Or            | 100 000 + | 1er décembre 1977 |

### Singles
| Single                    | Chart                   | Durée du classement | Position | Date             | Certification |
| ------------------------- | ----------------------- | ------------------- | -------- | ---------------- | ------------- |
| Rockin'All Over the World | (Single Top 100)        | 28 semaines         | 7e       | 16 janvier 1978  | Or            |
| Rockin'All Over the World | Australie (ARIA Charts) | 5 semaines          | 12e      | 9 janvier 1978   | Or            |
| Rockin'All Over the World | (Ö3 Austria Top 40)     | 4 semaines          | 22e      | 15 mai 1978      | Or            |
| Rockin'All Over the World | (V) (Ultratop)          | 5 semaines          | 18e      | 26 novembre 1977 | Or            |
| Rockin'All Over the World | (W) (Ultratop)          | 3 semaines          | 38e      | 24 décembre 1977 | Or            |
| Rockin'All Over the World | (Single Top 100)        | 1 semaines          | 37e      | 18 décembre 1977 | Or            |
| Rockin'All Over the World | (IRMA)                  | 7 semaines          | 1er      | 25 novembre 1977 | Or            |
| Rockin'All Over the World | (RMNZ Singles Top40)    | 4 semaines          | 29e      | 19 mars 1978     | Or            |
| Rockin'All Over the World | (Single Top 100)        | 7 semaines          | 11e      | 19 novembre 1977 | Or            |
| Rockin'All Over the World | (UK Singles Chart)      | 16 semaines         | 3e       | 13 novembre 1977 | Or            |
| Rockin'All Over the World | (Schweizer Hitparade)   | 12 semaines         | 3e       | 4 février 1978   | Or            |
| Rockers Rollin'           | (Single Top 100)        | 7 semaines          | 30e      | 17 juillet 1978  |               |